# Przedsiębiorstwo Komunikacji Samochodowej Jarosław
Przedsiębiorstwo Komunikacji Samochodowej Jarosław Spółka Akcyjna (PKS Jarosław) – przedsiębiorstwo obsługujące publiczny transport zbiorowy na terenie powiatów jarosławskiego, lubaczowskiego i przeworskiego, a od 1 lipca 2017 – również bieszczadzkiego.

## Historia
Powstał w 1950 jako placówka PKS Rzeszów (placówka oficjalnie otwarta w 1951).
W 1990 powstało Przedsiębiorstwo Państwowej Komunikacji Samochodowej w Jarosławiu, które w 2000 w wyniku komercjalizacji przekształcone zostało w spółkę akcyjną PKS Jarosław SA. W 2010 roku Ministerstwo Skarbu Państwa przekazało nieodpłatnie całość akcji spółki na rzecz powiatu jarosławskiego.

## Dworzec autobusowy
Oddany do użytku został w maju 1977 roku, jako „Trwały Pomnik Ludowej Ojczyzny”. Do dziś oznajmia to tablica przy zejściu do tunelu. 29 marca 2019 otwarto centrum dworcowe PKS w Jarosławiu (poprzednia lokalizacja oddana do użytku w maju 1977 przestała funkcjonować). Nowy dworzec miał powierzchnię 80m², z poczekalnią i zapleczem administracyjno-technicznym. Posiada 4 stanowiska przyjazdowo-odjazdowe i 8 miejsc postojowych.

## Działalność
W 2009 r. przedsiębiorstwo posiadało 141 zezwoleń na wykonywanie regularnych przewozów osób w krajowym transporcie drogowym.

## Galeria

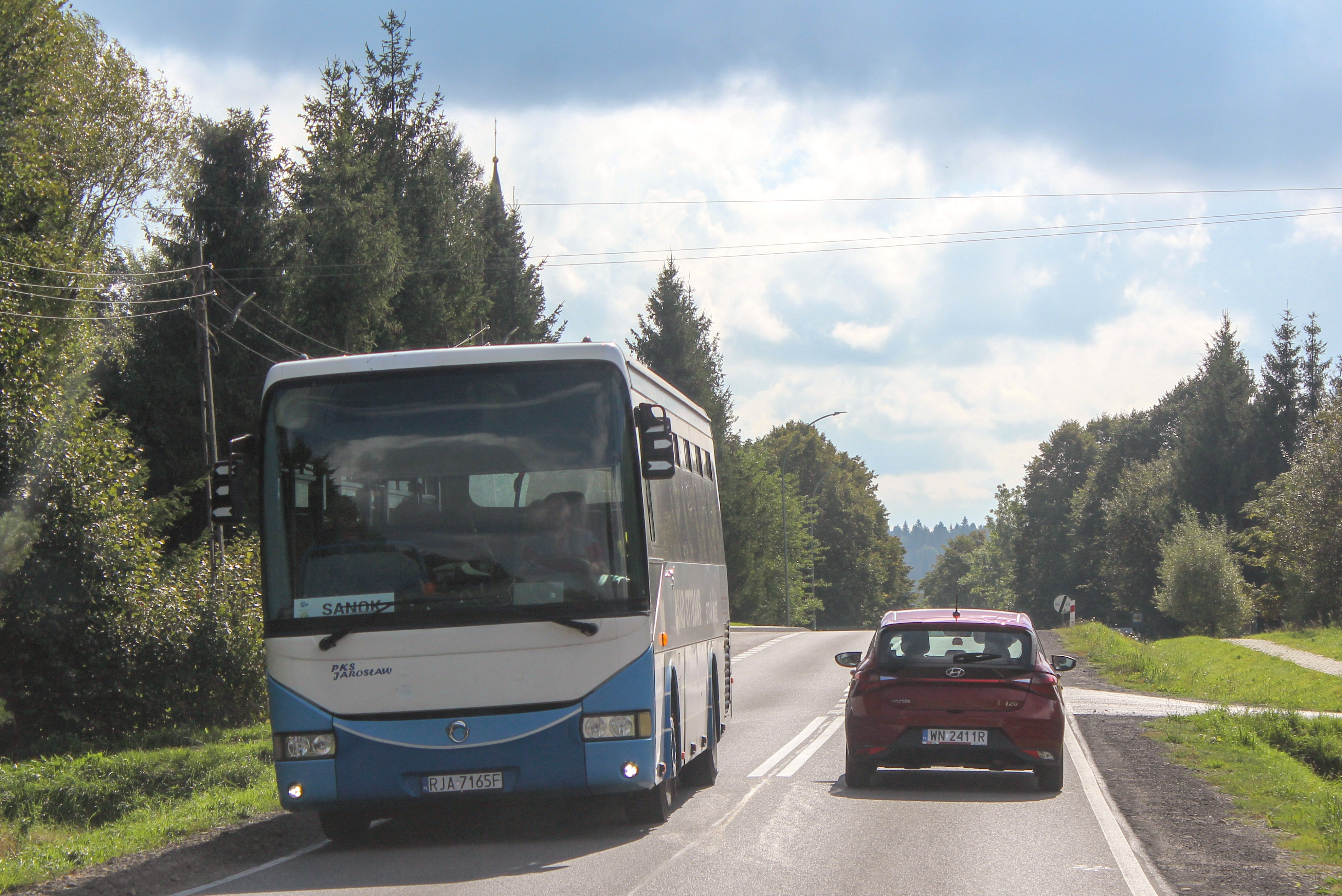
Irisbus Crossway 10,6M w Lutowiskach w kursie do Sanoka
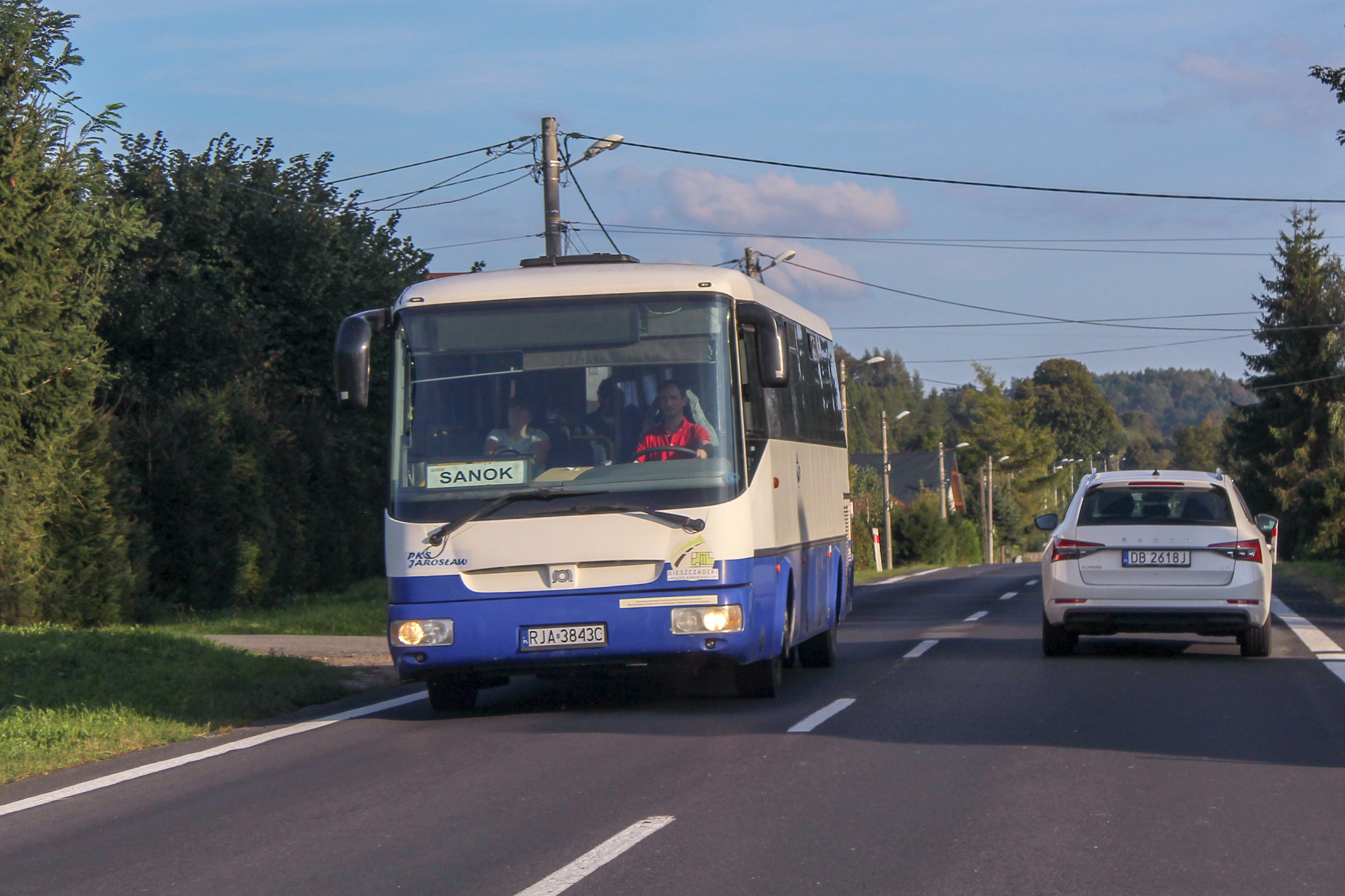
SOR C 10,5 w Stefkowej w kursie do Sanoka
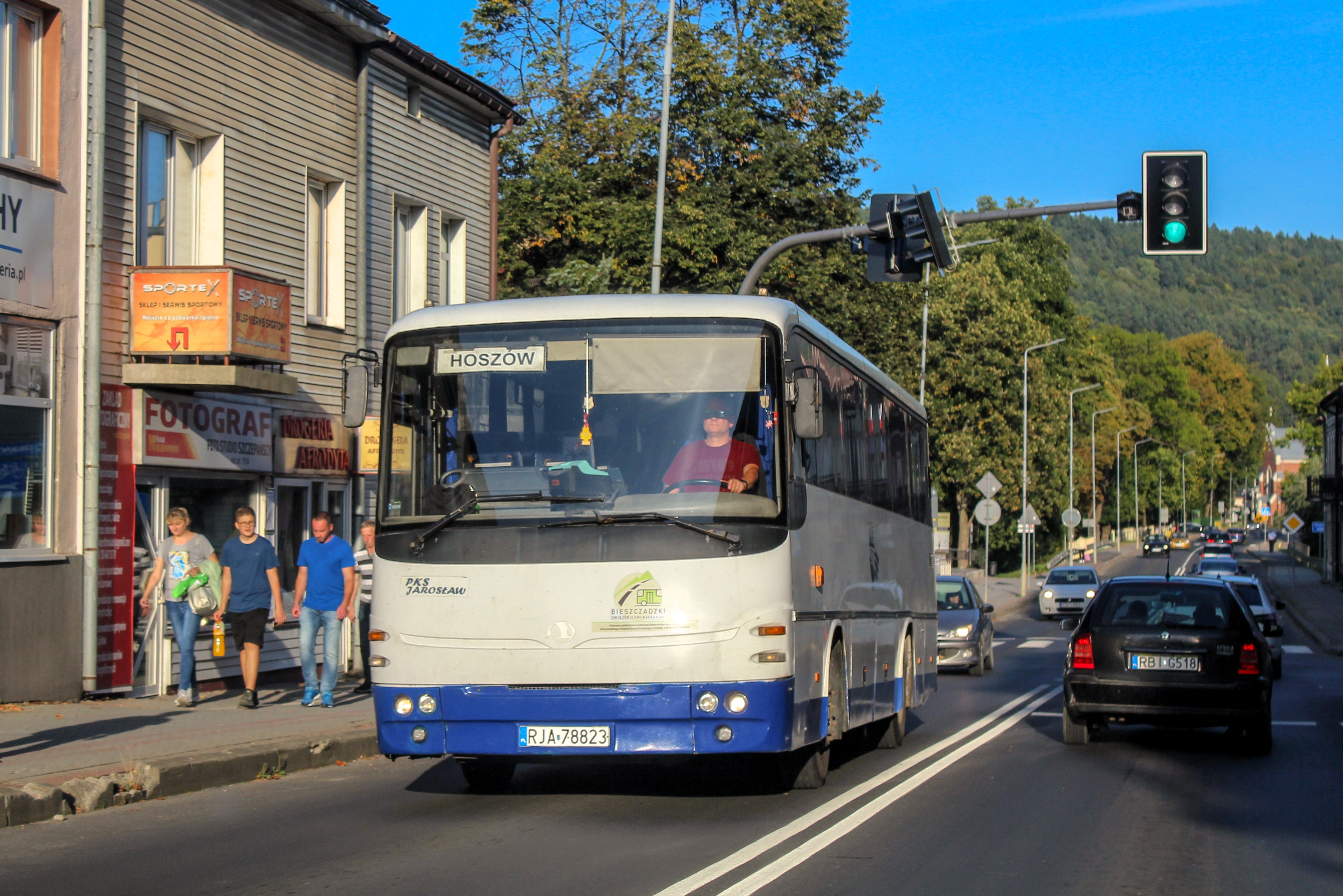
Autosan A1010T w Ustrzykach Dolnych w kursie do Hoszowa
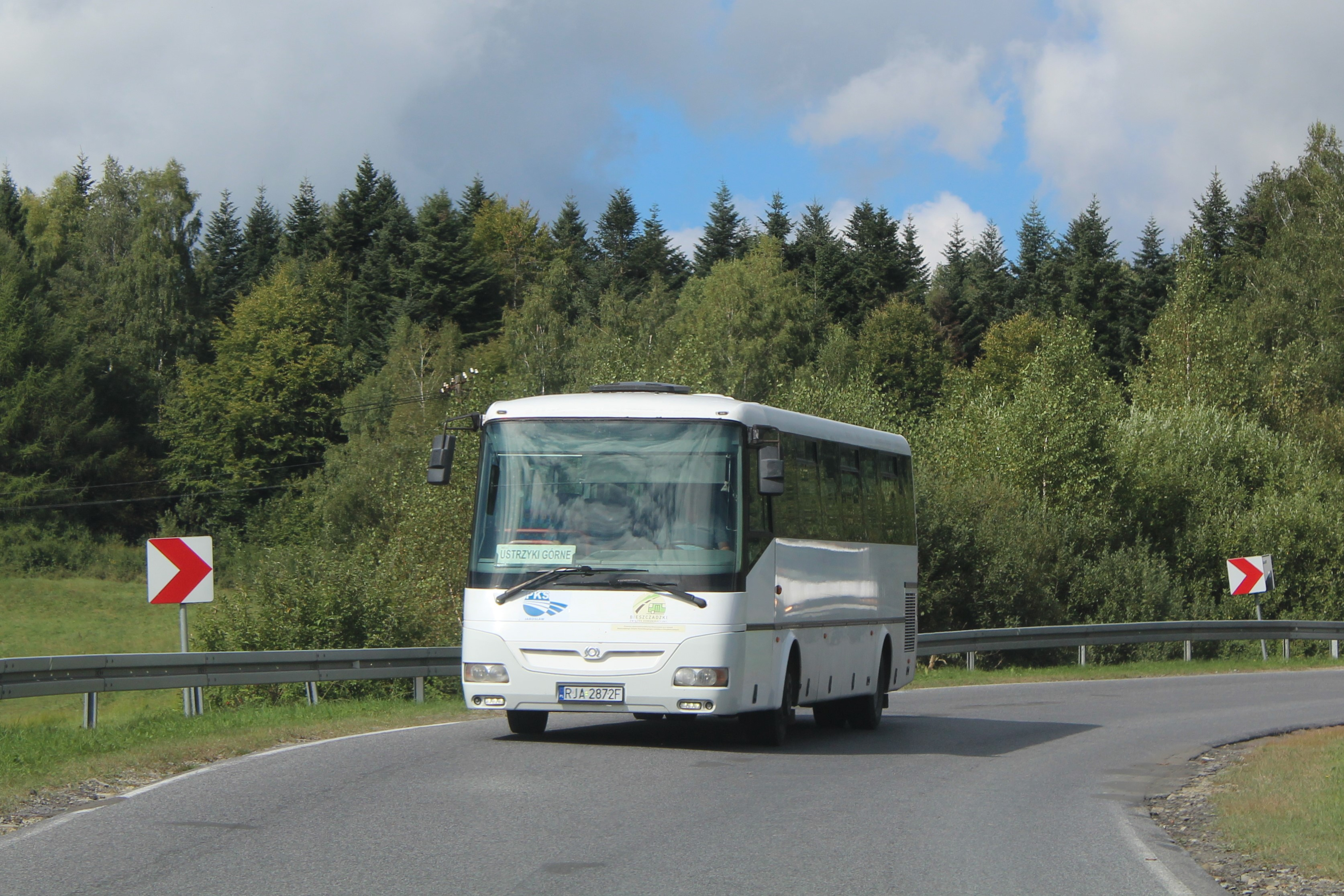
SOR C 10,5 w Żłobku w kursie do Ustrzyk Górnych